# Güicán (kommun)
Güicán är en kommun i Colombia.   Den ligger i departementet Boyacá, i den centrala delen av landet, 290 km nordost om huvudstaden Bogotá. Antalet invånare är 7 869.